# Tajumulco
Tajumulco är en kommunhuvudort i Guatemala.   Den ligger i departementet Departamento de San Marcos, i den västra delen av landet, 150 km väster om huvudstaden Guatemala City. Tajumulco ligger 2 613 meter över havet och antalet invånare är 4 329.
Terrängen runt Tajumulco är kuperad åt nordost, men åt sydväst är den bergig. Terrängen runt Tajumulco sluttar västerut. Runt Tajumulco är det ganska tätbefolkat, med 230 invånare per kvadratkilometer. Närmaste större samhälle är San Marcos, 16,3 km sydost om Tajumulco. I omgivningarna runt Tajumulco växer huvudsakligen savannskog.